# Polyconoceras fossatum
Polyconoceras fossatum är en mångfotingart som beskrevs av Carl Graf Attems 1914. Polyconoceras fossatum ingår i släktet Polyconoceras och familjen Rhinocricidae. Inga underarter finns listade i Catalogue of Life.